# CSK Pivara Celarevo
El Fudbalski klub ČSK Pivara es un club de fútbol serbio de la ciudad de Čelarevo. Fue fundado en 1925 y juega en la Liga Srpska de Vojvodina.